# هاري أرمبراستر
هاري أرمبراستر (بالإنجليزية: Harry Armbruster)‏ هو لاعب كرة قاعدة أمريكي، ولد في 20 مارس 1882 في Valley City, Ohio ‏ في الولايات المتحدة، وتوفي في 10 ديسمبر 1953 في سينسيناتي في الولايات المتحدة.

## وصلات خارجية
- هاري أرمبراستر على موقعبيزبول رفرنس.كوم (الدوري الرئيسي) (الإنجليزية)
- هاري أرمبراستر على موقعبيزبول رفرنس.كوم (الدوري الثانوي) (الإنجليزية)
- هاري أرمبراستر على موقع مشجعي الرسوم البيانية (الإنجليزية)